# Daft Punk
Daft Punk a fost un duo francez de muzică electronică, format din muzicienii Guy-Manuel de Homem-Christo și Thomas Bangalter. Acest duo este considerat unul dintre cele mai de succes colaborări de muzică electronică din toate timpurile, atât în ceea ce privește vânzările de albume, cât și în lumea criticilor. Daft Punk este, de asemenea, creditat ca producătoare de melodii care au fost considerate esențiale în vechea scenă franceză.

## Discografie

### Albume de studio
- Homework - Martie 25, 1997
- Discovery - Martie 13, 2001
- Human After All - Martie 14, 2005
- Random Access Memories - Mai 17, 2013

### Alte albume
- Alive 1997 (live album) - Noiembrie 6, 2001
- Daft Club (remix album) - Decembrie 1, 2003
- Human After All: Remixes (remix album) - Martie 29, 2006
- Musique Vol. 1 1993-2005 (compilation album) - Aprilie 4, 2006
- Alive 2007 (live album) - Noiembrie 20, 2007

## Premii și nominalizări

### American Music Awards
American Music Awards este o ceremonie anuală de acordare a premiilor din partea American Broadcasting Company. Daft Punk a fost nominalizat o dată.
| An   | Beneficiar | Premiu                           | Rezultat     |
| ---- | ---------- | -------------------------------- | ------------ |
| 2013 | Daft Punk  | Favorite Electronic Music Artist | Nominalizare |

### BRIT Awards
The BRIT Awards are the British Phonographic Industry's annual pop music awards. Daft Punk has received five nominations.
| An   | Beneficiar | Premiu                      | Rezultat     |
| ---- | ---------- | --------------------------- | ------------ |
| 1998 | Daft Punk  | Best International Group    | Nominalizare |
| 1998 | Daft Punk  | Best International Newcomer | Nominalizare |
| 2002 | Daft Punk  | Best International Group    | Nominalizare |
| 2002 | Discovery  | Best International Album    | Nominalizare |
| 2014 | Daft Punk  | Best International Group    | Câștigat     |

### Grammy Awards
The Grammy Awards are awarded annually by the National Academy of Recording Arts and Sciences of the United States. Daft Punk has received twelve nominations; seven of which resulted in awards.
| An   | Beneficiar                                   | Premiu                                 | Rezultat     |
| ---- | -------------------------------------------- | -------------------------------------- | ------------ |
| 1998 | "Da Funk"                                    | Best Dance Recording                   | Nominalizare |
| 1999 | "Around the World"                           | Best Dance Recording                   | Nominalizare |
| 2002 | "One More Time"                              | Best Dance Recording                   | Nominalizare |
| 2002 | "Short Circuit"                              | Best Pop Instrumental Performance      | Nominalizare |
| 2006 | Human After All                              | Best Electronic/Dance Album            | Nominalizare |
| 2009 | "Harder Better Faster Stronger (Alive 2007)" | Best Dance Recording                   | Câștigat     |
| 2009 | Alive 2007                                   | Best Electronic/Dance Album            | Câștigat     |
| 2012 | Tron: Legacy                                 | Best Score Soundtrack for Visual Media | Nominalizare |
| 2014 | Random Access Memories                       | Album of the Year                      | Câștigat     |
| 2014 | Random Access Memories                       | Best Dance/Electronica Album           | Câștigat     |
| 2014 | Random Access Memories                       | Best Engineered Album, Non-Classical   | Câștigat     |
| 2014 | "Get Lucky"                                  | Best Pop Duo/Group Performance         | Câștigat     |
| 2014 | "Get Lucky"                                  | Record of the Year                     | Câștigat     |

### MTV Europe Music Awards
The MTV Europe Music Awards were created in 1994 by MTV Europe. Daft Punk received eight nominations.
| An   | Beneficiar                                | Premiu          | Rezultat     |
| ---- | ----------------------------------------- | --------------- | ------------ |
| 1997 | "Around the World"                        | Best Video      | Nominalizare |
| 1997 | Daft Punk                                 | Best Dance      | Nominalizare |
| 2001 | Daft Punk                                 | Best Dance      | Nominalizare |
| 2001 | Daft Punk                                 | Best French Act | Nominalizare |
| 2001 | www.daftpunk.com                          | Best Web        | Nominalizare |
| 2013 | "Get Lucky" (featuring Pharrell Williams) | Best Song       | Nominalizare |
| 2013 | Daft Punk                                 | Best Electronic | Nominalizare |
| 2013 | Daft Punk                                 | Best French Act | Nominalizare |

### MTV Video Music Awards
The MTV Video Music Awards were created in 1984 by MTV Networks to honor the best music videos of the year. Daft Punk received two nominations.
| An   | Beneficiar                                | Premiu                        | Rezultat     |
| ---- | ----------------------------------------- | ----------------------------- | ------------ |
| 1997 | "Around the World"                        | International Viewer's Choice | Nominalizare |
| 2013 | "Get Lucky" (featuring Pharrell Williams) | Best Song of the Summer       | Nominalizare |